# Ivan Todorov-Goroenja
Ivan Todorov-Goroenja eigenlijk: Ivan Todorov (Bulgaars: Иван Тодоров-Горуня) (Gorna Kremena (Oblast Vratsa), 5 januari 1916 – Sofia, 8 april 1965), was een Bulgaars generaal en politicus.
Ivan Todorov, een lid van de Bulgaarse Communistische Partij (BKP), sloot zich tijdens de Tweede Wereldoorlog aan bij het partizanenverzet tegen de pro-Duitse regering in Bulgarije en groeide uit tot een van de leiders van het verzet. Na de Tweede Wereldoorlog werd hij bevorderd tot generaal en kandidaat-lid van het Centraal Comité van de BKP. Tijdens het 8e Congres van de BKP werd hij stemhebbend lid van het Centraal Comité. Daarnaast was hij hoofd van het departement Zeevisserij van het ministerie van Landbouw.
In het voorjaar van 1965 (een exacte datum is vooralsnog onbekend) beraamde hij met vier andere generaals, waaronder een zekere generaal Cviatko Anev, en enkele andere hoge politici een complot (het zogenaamde "Goroenja Complot") om de regering van premier Todor Zjivkov (tevens eerste secretaris van de BKP) ten val te brengen. De staatsgreep zelf zou op 14 april 1965 moeten plaatsvinden. Dit complot werd ontdekt door de regering en in de nacht van 7 op 8 april 1965 werden enkele politieke en militaire functionarissen gearresteerd. Todorov-Goroenja pleegde zelfmoord.
De berichten van dit complot verschenen het eerst in de Westerse pers, pas op 22 april 1965 gaf het Bulgaarse persbureau BTA een verklaring uit waarin weliswaar werd ontkend dat er een staatsgreep ophanden was, maar wel dat enkele personen waren gearresteerd en dat Todorov-Goroenja zelfmoord had gepleegd. Later, op 8 mei 1965 verklaarde Todor Zjivkov te Sofia dat "verachtelijke avonturiers, baantjesjagers en gewetenloze machtzoekers" een coup hadden willen plegen. Tijdens een proces, dat op 16 juni eindigde, werden de samenzweerders veroordeeld tot gevangenisstraffen variërend van 3 tot 15 jaar.
De beweegredenen van de samenzweerders zijn nooit bekendgemaakt, Zjivkov verklaarde op 16 juli 1965 dat de samenzweerders "pro-Chinese elementen" waren, maar dit is een zeer vage verklaring van propagandistische aard, daar er opdat moment een groot ideologisch conflict aan de gang was tussen de Sovjet-Unie en de Volksrepubliek China. Bulgarije was een trouw bondgenoot van de Sovjet-Unie. Meest aannemelijk is dat de samenzweerders (circa 140 personen), bijna allemaal oud-verzetsstrijders, de partij- en staatsleiding wilden vervangen door personen die een meer onafhankelijke koers wilden varen ten opzichte van de USSR, waarschijnlijk naar het voorbeeld van Joegoslavië en Roemenië.

## Voetnoten
1. ↑  De toevoeging Goroenja dateert van de jaren 40, toen Todorov een partizaan was, en betekent "sterke, veerkrachtige boom."

- Gemeinsame Normdatei: 119411628
- International Standard Name Identifier: 0000 0000 3476 4093
- Library of Congress Control Number: n94107960
- Virtual International Authority File: 8197323
- WorldCat: E39PBJh8Vm6W8gvrct8xpJJ7HC